# Наука в Бразилия
Основите на бразилската научна продукция са положени в първите десетилетия на 19 век, когато португалското кралско семейство, водено от крал Жуау VI, пристига в Рио де Жанейро, бягайки от настъпващата армия на Наполеон в Португалия, в 1807 г. Дотогава, Бразилия е португалска колония, без университети и научни организации, за разлика от бившите американски колонии на Испанската империя, който, макар да имат голяма част от населението неграмотно, са имали сравнително много университети още от 16 век.
Технологичните изследвания в Бразилия в голяма степен се провеждат в държавни университети и в изследователски институти. Някои от най-забележителните технологични центрове на Бразилия са институтите Освалду Круз, Бутантан, Главното командване за космически технологии, Националния институт за космически изследвания и Бразилското предприятие за изследвания в селското стопанство.
Бразилия има най-модерната космическа програма в Латинска Америка, със значителни ресурси за ракети носители, както и за производството на изкуствени спътници. На 14 октомври 1997 г., Бразилската космическа агенция подписа споразумение с НАСА, за предоставяне на части за Международната космическа станция. Това споразумение позволи на Бразилия да има първия си космонавт. На 30 март 2006, полк. Маркус Понтис, на борда на кораба Союз, стана първият бразилски космонавт, и същевременно третият от Латинска Америка да орбитира около Земята.
Има планове за изграждане на първата атомна подводница в страната, освен това, Бразилия е една от трите страни в Латинска Америка със синхротронна лаборатория в действие, за изследвания в областта на физиката, химията, материалознанието и биологията.
Според Глобалния доклад на информационните технологии 2009–2010 на Световния икономически форум, Бразилия е на 61-во място в света като разработчик на информационните технологии.